# Pihiellales
Ordre
L'ordre des Pihiellales est un ordre d'algue rouges de la sous-classe des Ahnfeltiophycidae, dans la classe des Florideophyceae.

## Liste des familles
Selon AlgaeBase (25 juil. 2012), Catalogue of Life (25 juil. 2012) et World Register of Marine Species (25 juil. 2012) :
- famille des Pihiellaceae J.M.Huisman, A.R.Sherwood & I.A.Abbott

Selon NCBI (25 juil. 2012) :
- famille des Pihiellaceae
  - genre Pihiella